# Devereaux Jennings
Devereux Jennings, nato Joseph Devereaux Jennings (Salt Lake City, 22 settembre 1884 – Hollywood, 12 marzo 1952), è stato un direttore della fotografia statunitense che si firmò anche come J.D. Jennings.
Fratello dell'artista degli effetti speciali Gordon Jennings (1896-1953), fu uno dei quindici membri fondatori nel 1919 dell'ASC, l'American Society of Cinematographers.

## Filmografia

### Direttore della fotografia
- Matrimony, regia di Scott Sidney - cortometraggio (1915)
- The Winged Idol, regia di Scott Sidney (1915)
- Civilization, regia di Reginald Barker, Thomas H. Ince, Raymond B. West e altri (1916)
- The Corner, regia di Walter Edwards (1916)
- Due begli occhi (Bullets and Brown Eyes), regia di Scott Sidney (1916)
- The No-Good Guy, regia di Walter Edwards (1916)
- The Dividend, regia di Walter Edwards, Thomas H. Ince (1916)
- Eye of the Night, regia di Walter Edwards (1916)
- Lieutenant Danny, U.S.A., regia di Walter Edwards (1916)
- The Jungle Child, regia di Walter Edwards (1916)
- The Mediator, regia di Otis Turner (1916)
- A Gamble in Souls, regia di Walter Edwards (1916)
- The Sin Ye Do, regia di Walter Edwards (1916)
- One Touch of Sin, regia di Richard Stanton (1917)
- Her Temptation, regia di Richard Stanton (1917)
- Durand of the Bad Lands, regia di Richard Stanton (1917)
- The Spy, regia di Richard Stanton (1917)
- The Scarlet Pimpernel, regia di Richard Stanton (1917)
- Cheating the Public, regia di Richard Stanton (1918)
- Six Shooter Andy, regia di Sidney Franklin (1918)
- The Bride of Fear, regia di Sidney Franklin (1918)
- Confession, regia di Sidney Franklin (1918)
- Ace High, regia di Lynn Reynolds (1918)
- Mr. Logan, U.S.A., regia di Lynn F. Reynolds (1918)
- Fame and Fortune, regia di Lynn F. Reynolds (1918)
- The Danger Zone, regia di Frank Beal (1918)

- Treat 'Em Rough (o The Two-Gun Man), regia di Lynn Reynolds (1919)

- The Feud, regia di Edward LeSaint (1919)

- The Mistress of Shenstone, regia di Henry King (1921)

- The Glory of Clementina, regia di Émile Chautard (1922)

- The Life of the Party, regia di Roy Del Ruth (1930)

- Oh, Sailor Behave, regia di Archie Mayo (1930)

### Effetti speciali
- Rhythm on the Range, regia di Norman Taurog (1936)
- Valzer Champagne, regia di A. Edward Sutherland (1937)
- Il falco del Nord (Spawn of the North), regia di Henry Hathaway (1938)
- Sinceramente tua (Practically Yours), regia di Mitchell Leisen (1944)
- Duffy's Tavern, regia di Hal Walker (1945)
- I cercatori d'oro (Road to Utopia), regia di Hal Walker (1946)
- Mi piace quella bionda (Hold That Blonde), regia di George Marshall (1945)
- I forzati del mare (Two Years Before the Mast), regia di John Farrow (1946)
- A ciascuno il suo destino (To Each His Own), regia di Mitchell Leisen (1946)
- Il virginiano  (The Virginian), regia di Stuart Gilmore (1946)
- Eroi nell'ombra (O.S.S.), regia di Irving Pichel (1946)
- The Searching Wind, regia di William Dieterle (1946)
- Monsieur Beaucaire, regia di George Marshall (1946)
- Lo specchio scuro (The Dark Mirror), regia di Robert Siodmak (1946)
- Vecchia California (California), regia di John Farrow (1947)
- Calcutta, regia di John Farrow (1947)
- Bagliore a mezzogiorno (Blaze of Noon), regia di John Farrow (1947)
- Gli invincibili (Unconquered), regia di Cecil B. DeMille (1947)
- Sansone e Dalila, regia di Cecil B. DeMille (1949)
- Il più grande spettacolo del mondo (The Greatest Show on Earth), regia di Cecil B. DeMille (1952)